# Edward Pain
Edward „Ted“ Oscar Guthrie Pain (* 15. Juli 1925 in Thirroul, New South Wales; † 6. Januar 2000 in Greenwich, New South Wales) war ein australischer Ruderer. 1952 war er Olympiadritter mit dem australischen Achter.

## Sportliche Karriere
1950 siegte er mit dem australischen Achter bei den British Empire Games in Auckland.
Zwei Jahre später trat der australische Achter in der Besetzung Bob Tinning, Ernest Chapman, Nimrod Greenwood, Mervyn Finlay, Edward Pain, Phil Cayzer, Geoff Williamson, David Anderson und Steuermann Tom Chessell bei den Olympischen Spielen 1952 in Helsinki an. Im ersten Vorlauf belegten die Australier den zweiten Platz hinter den Jugoslawen. Im zweiten Halbfinale erreichten sie das Ziel als Dritte hinter den Booten aus den Vereinigten Staaten und aus der Sowjetunion, konnten sich aber als Sieger des ersten Hoffnungslaufs gegen die Jugoslawen durchsetzen. Im Finale siegte das Boot aus den Vereinigten Staaten wie im Halbfinale vor dem Boot aus der Sowjetunion und den Australiern.